# Neohelota epipleuralis
Neohelota epipleuralis is een keversoort uit de familie Helotidae. De wetenschappelijke naam van de soort is voor het eerst geldig gepubliceerd in 1914 door Ritsema.